# Curtiss XP-71
El Curtiss XP-71 fue una propuesta de 1941 de un avanzado caza pesado de escolta estadounidense, diseñado por Curtiss en los años 40 del siglo XX.

## Diseño y desarrollo
El propuesto avión tendría una cabina presurizada. La potencia sería suministrada por dos motores radiales Pratt & Whitney R-4360, cada uno propulsando un juego de hélices contrarrotativas propulsoras.
Basadas en los estudios de cazas pesados de largo alcance que habían sido realizados anteriormente a la implicación estadounidense en la Segunda Guerra Mundial, las Fuerzas Aéreas del Ejército de los Estados Unidos ordenaron inicialmente dos prototipos en noviembre de 1941. La tarea principal del avión propuesto era actuar como caza de "escolta" para proteger a los bombarderos pesados que tendrían que operar sobre la Europa ocupada incluso si Gran Bretaña era conquistada.
Desarrollado alrededor de dos radiales propulsores turbo-sobrealimentados Pratt & Whitney R-4360-13 "Wasp Major" de 2572 kW (3450 hp), el XP-71 habría sido el mayor avión de caza construido en la guerra. Los motores radiales de 28 cilindros en cuatro filas todavía estaban sufriendo problemas de inmadurez; si los propuestos motores llegaran a estar disponibles, su producción estaba completamente comprometida con otros programas de grandes aviones, incluyendo el B-29 Superfortress y el F2G Corsair. El problemático desarrollo del motor condujo finalmente a que el B-29 usase plantas motrices Wright R-3350. 
El diseño final del XP-71 habría sido mayor que el entonces contemporáneo bombardero medio B-25 Mitchell y fue considerado un complejo proyecto industrial que habría recargado los recursos de la compañía Curtiss, ya que era evidente que el tiempo de desarrollo se extendería mucho más de la necesidad proyectada para el modelo.
En aquel momento, las instalaciones de Curtiss estaban completamente comprometidas en la producción de los aviones existentes; debido a la necesidad de mantener sus líneas de producción abiertas para los modelos actuales ordenados y a los cambios de los requerimientos de combate, las USAAF reconsideraron la necesidad del proyecto antes de que la construcción del modelo hubiera comenzado. Como las condiciones cambiaron y estaba claro que Gran Bretaña continuaría disponible para las bases avanzadas, los requerimientos del proyecto de caza avanzado condujeron a la cancelación del XP-71 a principios de 1942.

## Especificaciones (XP-71, según diseño)

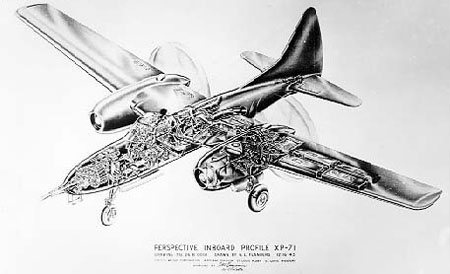
Ilustración del XP-71 por el ingeniero G. L. Flanders de Curtiss-Wright.

### Características generales
- Tripulación: Dos
- Longitud: 18,9 m (61,8 ft)
- Envergadura: 25,1 m (82,3 ft)
- Altura: 5,8 m (19 ft)
- Superficie alar: 55,9 m² (601,7 ft²)
- Peso vacío: 14 090 kg (31 054,4 lb)
- Peso máximo al despegue: 21 295 kg (46 934,2 lb)
- Planta motriz: 2× motor radial de 28 cilindros en cuatro filas y refrigerado por aire Pratt & Whitney R-4360-13 "Wasp Major".
  - Potencia: 2574 kW (3549 HP; 3500 CV) cada uno.

### Rendimiento
- Velocidad máxima operativa (Vno): 690 km/h (429 MPH; 373 kt) a 7620 m
- Alcance: 4800 km (2592 nmi; 2983 mi)
- Techo de vuelo: 12 192 m (40 000 ft)
- Carga alar: 252 kg/m² (51,6 lb/ft²)
- Potencia/peso: 242
- Tiempo a altitud: 12,5 min a 7620 m (25 000 pies)

## Aeronaves relacionadas

### Aeronaves similares
- Bell YFM-1 Airacuda
- Lockheed XP-58 Chain Lightning

### Secuencias de designación
- Secuencia CW-_ (interna de Curtiss-Wright): ← CW-23 - CW-24 - CW-25 - CW-26 - CW-27 - CW-28 - CW-29 →
- Secuencia P-_ (Cazas (Pursuit) del USAAC/USAAF/USAF, 1924-1962): ← XP-68 - P-69 - P-70 - XP-71 - XP-72 - P-73 - P-75 →